# الفهرس الإضافي
الفهرس الإضافي (بالإنجليزية: Index Catalogue)، يعرف أيضاً باسم الفهرس الإضافي للسدم والعناقيد النجمية (بالإنجليزية: Index Catalogue of Nebulae and Clusters of Stars)، هو فهرس فلكي للمجرات والسدم وعناقيد النجوم، وهو أول تحديث رئيسي للفهرس العام الجديد (NGC). نشر أول مرة سنة 1895 ووُسِّعت قائمته لتحتوي على 5،387 جرماً عرفت بأجرام الفهرس الإضافي (IC objects).
أعده الفلكي جون لويس إميل دراير سنة 1880 والذي نشره على شكل تذييلين IC I وIC II للفهرس العام الجديد NGC والذي لخّص الاكتشافات للمجرات والعناقيد والسدم بين عامي 1888م و1907م.